# ویلی اسمیت (دونده)
ویلی اسمیت (انگلیسی: Willie Smith؛ زادهٔ ۲۸ فوریهٔ ۱۹۵۶) دونده اهل ایالات متحده آمریکا بود.
وی در مسابقات کشوری و بین‌المللی در مجموع برندهٔ ۳ مدال طلا، ۱ مدال نقره، ۱ مدال برنز شده‌است.